# Empresa privada

Seu principal de les Empreses Polar a Veneçuela

Una empresa privada és un tipus d'empresa comercial que és propietat d'inversors privats, no governamentals, accionistes o propietaris, i està en contrast amb les institucions estatals, com ara empreses públiques i organismes governamentals. Les empreses privades constitueixen el sector privat de l'economia. Un sistema econòmic que conté un gran sector privat on les empreses de gestió privada són la columna vertebral de l'economia, i el superàvit comercial és controlada pels propietaris, que es coneix com el capitalisme. Això contrasta amb el socialisme, on la indústria és propietat de l'Estat o per tota la comunitat en comú. L'acte de presa d'actius al sector privat es coneix com a privatització. L'objectiu de l'empresa privada, que fa que es diferenciï d'altres institucions, és que només existeix per generar guanys per als propietaris o accionistes. Per entrar a aquesta empresa cal ser soci o treballador. Els seus amos poden ser persones jurídiques i/o també persones físiques. Allò oposat és una empresa de capital obert. L'empresa privada no es compon pel govern, però si dels seus companys els minoristes.
De vegades es fa servir també aquest concepte per fer referència a:
- El sector privat de l'economia.
- Els conceptes, en part ideològics en part econòmics i en part jurídics, d'iniciativa privada o lliure iniciativa, de lliure empresa i d'empresa capitalista.
- Tenen llibertat d'acció de l'empresari en els mètodes productius, encara que sotmès a certes limitacions referents a la naturalesa del producte, les condicions laborals, el sistema de preus, etc.
- Els béns i serveis que produeixen estan destinats a un mercat, la reacció del qual és un element de risc de la gestió de l'empresa.
- Les relacions de l'empresa amb les altres es regeixen en certa manera, més o menys àmplia, per la competència.
- Es regeix pel sistema de pèrdues i guanys i la seva finalitat principal és magnificar-ne els beneficis.
- Poden ser individuals o socials, segons que el seu titular sigui un individu, una persona física o persona jurídic col·lectiva o moral.
- Si l'empresa té algun problema, ja sigui econòmic o legal, l'Estat no està en l'obligació de resoldre'l.

Hi ha diversos tipus d'empreses privades entre les quals trobem les unipersonals, aquestes són propietat d'un sol accionista, per tant aquest serà l'únic responsable de respondre pels deutes adquirits de la seva empresa. Les associacions són un altre tipus, la qual es caracteritza perquè està conformada a partir de la societat de dues persones o més i, per tant, tots els socis són responsables dels deutes de l'organització. La corporació és una persona de jurídica, creada per persones naturals per realitzar una determinada activitat, aquestes tenen privilegis i responsabilitats diferents dels seus accionistes.
Aquestes empreses són de gran importància per al desenvolupament d'un país, això és perquè aquestes organitzacions generen ingressos a l'Estat per mitjà dels impostos, els quals són calculats sobre la base dels ingressos que l'empresa obté al moment de vendre els seus productes al mercat. Al llarg de la història aquestes empreses han arribat a expandir-se als diferents mercats de l'economia com l'àrea dels serveis (gas, transport, electricitat), això en alguns casos sol ser contraproduent, ja que els costos dels diferents serveis solen elevar-se ja que a diferència de les empreses públiques aquestes només busquen el benefici monetari.

## Tipus d'empresa privada
- Empresa unipersonal: és el lloc on es veu el que són, els impostos, empreses públiques. intervé els béns i serveis, s'encarrega del mercat, salut etc...

- Associació: una associació és una forma de negoci en què dues o més persones treballen per a l'objectiu comú de fer guanys. Cada soci té la responsabilitat total personal i il·limitada dels deutes contrets per la societat. Hi ha tres diferents tipus típics de les classificacions per a les associacions: associacions generals, societats limitades i societats de responsabilitat limitada.

- Corporació: una societat anònima és un tipus de societat de responsabilitat limitada amb fins de lucre, o entitat amb responsabilitat il·limitada que té una personalitat jurídica diferent dels seus membres. Una corporació és propietat de diversos accionistes i és supervisat per un consell d'administració que contracta personal directiu de l'empresa. Models de negocis també s'han aplicat al sector estatal en forma d'empreses de propietat estatal. Una corporació pot ser de propietat privada (és a dir, a mans d'unes poques persones) o que cotitza a la borsa.

## La propietat d'accions
Als països amb mercats de comerç públic, se sol entendre per "empresa privada" una empresa les accions o participacions de la qual no cotitzen en borsa. Sovint les empreses privades són propietat dels fundadors de l'empresa i/o dels seus familiars i hereus o per un petit grup d'inversors. De vegades els empleats també tenen accions d'empreses privades. La majoria de les petites empreses són de propietat privada, subsidiàries de les empreses que cotitzen a borsa, tret que les accions de l'empresa es negociïn directament, aquestes tenen característiques tant com d'empreses privades i empreses que cotitzen a borsa. Aquestes empreses solen estar subjectes als mateixos requisits d'informació que les empreses de propietat privada, però els seus actius, passius i activitats també s'inclouen als informes de les seves empreses matrius, com ho requereix la normativa comptable i de la indústria de valors en relació amb els grups de societats.

## Obligacions i restriccions d'informació
Les empreses de propietat privada, en general tenen menys complet els requisits d'informació i obligacions de transparència (a través dels informes anuals, etc) que les empreses que cotitzen en borsa fan. Per exemple, als Estats Units, a diferència d'Europa, les empreses de capital privat generalment no estan obligades a publicar els seus estats financers, és a dir, les empreses privades no estan obligades a revelar informacions que puguin ser potencialment valuoses als competidors i que puguin evitar l'erosió immediata dels clients i la confiança de les parts interessades en cas de dificultats financeres. A més dels requisits d'informació limitada i expectatives dels accionistes, les empreses privades tenen més flexibilitat operativa en ser capaç de centrar-se en el creixement a llarg termini. A més, els executius d'empreses privades poden dirigir les entitats sense aprovació dels accionistes, cosa que els permet prendre mesures significatives i sense retards. A Austràlia, part 2E de la Llei de Societats 2001 exigeix que les empreses que cotitzen a la borsa presentin certs documents relatius a la seva assemblea general anual a la Securities and Investments Commission d'Austràlia, mentre que no hi ha cap requisit similar per a les empreses privades. Les empreses de propietat privada de vegades també tenen restriccions sobre el nombre d'accionistes que posseeixin. Per exemple, els EUA Securities Exchange Act of 1934, article 12 (g), els límits d'una empresa privada, en general, són de menys de 2000 accionistes, i la Llei de Societats d'Inversió dels EUA • EUA de 1940, exigeix el registre de les empreses d'inversió que tinguin més de 100 empleats.

## Diferències entre una empresa privada i una empresa pública
- Les empreses públiques pertanyen al sector públic (Administració central o local), i les empreses privades pertanyen a individus particulars. Les primeres es consideren públiques sempre que el 51% de les accions estiguin a mans del sector públic.
- A diferència de l'empresa privada, l'empresa pública no cerca la maximització dels seus beneficis, les vendes o quota de mercat, sinó que busca l'interès general de la col·lectivitat a què pertany.
- La diferència entre empresa pública i privada no és absoluta. D'una banda, hi ha empreses mixtes, el capital social de les quals és en part públic i en part privat. Així mateix, una empresa privada es pot convertir en empresa pública si el govern decideix nacionalitzar-la. De manera anàloga, una empresa pública pot passar al sector privat després d'un procés de privatització
- El procés de presa de decisions de l'empresa pública difereix d'aquelles que pertanyen al sector privat quant al poder d'iniciativa parteix de l'Estat, que l'exerceix establint-ne els objectius i controlant-ne l'activitat.
- L'empresa privada no produeix els articles més necessaris per a un país, sinó aquells que deixen un major marge de guanys, mentre que les empreses públiques produeixen majoritàriament els articles que necessita un país sense importar quin sigui el seu marge de guany.

## Classes d'empresaris
Dins de les grans empreses, on hi ha accionistes que cotitzen al mercat borsari, és possible diferenciar dues classes d'empresaris:
- L'empresari risc: és l'accionista, el qual arrisca els seus diners comprant accions d'aquesta determinada empresa, amb l'objecte de percebre beneficis a forma de dividends borsaris (funció directa de les expectatives d'auge que tingui l'empresa).
- L'empresari decisió: és el president i conjunt d'alts gerents que integren el Consell d'Administració de l'empresa, incloent-hi el gerent general, sobre el qual recaurà tota la càrrega de fer executar la política empresarial adoptada per aquest Consell d'Administració, que és el que rendirà comptes, de la seva gestió, a l'empresari risc, el qual decidirà si hi continua dipositant o no la confiança, segons els resultats econòmics obtinguts i objectius assolits i que, poden, ser alhora, accionistes de l'empresa. Emprendre una determinada opció empresarial sense saber, prèviament, si sortirà bé o malament, genera, lògicament, una incertesa empresarial, però, quan s'emprèn aquesta determinada opció, sabent, prèviament, la probabilitat matemàtica que existeix que surti bé o malament, assumeix un risc. Són, per tant, conceptes bàsics a tenir en compte per l'alta direcció de l'empresa privada, però mai no han de ser confosos o barrejats.

## L'empresa privada en un país en desenvolupament
L'empresa privada és sens dubte un pilar fonamental en l'economia dels països en via de desenvolupament, aquestes organitzacions incideixen en el model econòmic que adopten els Estats, però aquests països paguen el preu de perdre el control i la possessió d'empreses claus (serveis públics, energètiques) que en mans d'agents privats acaben afectant la població general del país. Les empreses aporten als governs ingressos per mitjà del pagament d'impostos (els quals ajuden als ingressos d'un país, a gran escala), aquests impostos es calculen sobre la base del benefici que obté qualsevol empresa per produir i comercialitzar els seus productes, a el cas d'empreses del sector extractiu que exploten recursos naturals del país, cal afegir el pagament de regalies, amb els recursos que s'obtenen d'aquestes contribucions s'aconsegueixen desenvolupar activitats que impacten positivament la població i millorar la infraestructura del país per atraure de manera més eficaç la inversió estrangera.
Per tal de garantir el manteniment de l'Estat, els països en vies de desenvolupament han adoptat models econòmics proteccionistes, en el cas de Colòmbia, per exemple, les indústries van florir alhora que els propietaris eren part de l'estat i legislaven per obtenir beneficis que els permetessin fer viables econòmicament els seus negocis, aquesta relació dels empresaris amb l'Estat va portar que es creessin entitats com el SENA i ICBF per mitjà de les quals les empreses pretenien ser més competitives alhora que recolzaven la missió social del govern, exemple d'aquesta ajuda és la creació de les caixes de compensació.